# Kot Addu
Kot Addu (Urdu کوٹ ادو) ist eine Stadt im Distrikt Muzaffargarh in der Provinz Punjab in Pakistan. Die Stadt befindet sich nahe dem geografischen Zentrum Pakistans und liegt östlich des Indus.

## Wirtschaft
Die Stadt gilt als ein wichtiges industrielles Zentrum und verfügt über ein elektrisches Kraftwerk und eine Ölraffinerie. Daneben ist die Landwirtschaft und die Informationstechnologie von Bedeutung. Kot Addu City zieht jedes Jahr eine große Anzahl von Touristen an, unter anderem aufgrund des Indus und der öffentlichen Gärten. Die Stadt wird vom Bahnhof Kot Addu Junction bedient.

## Galerie

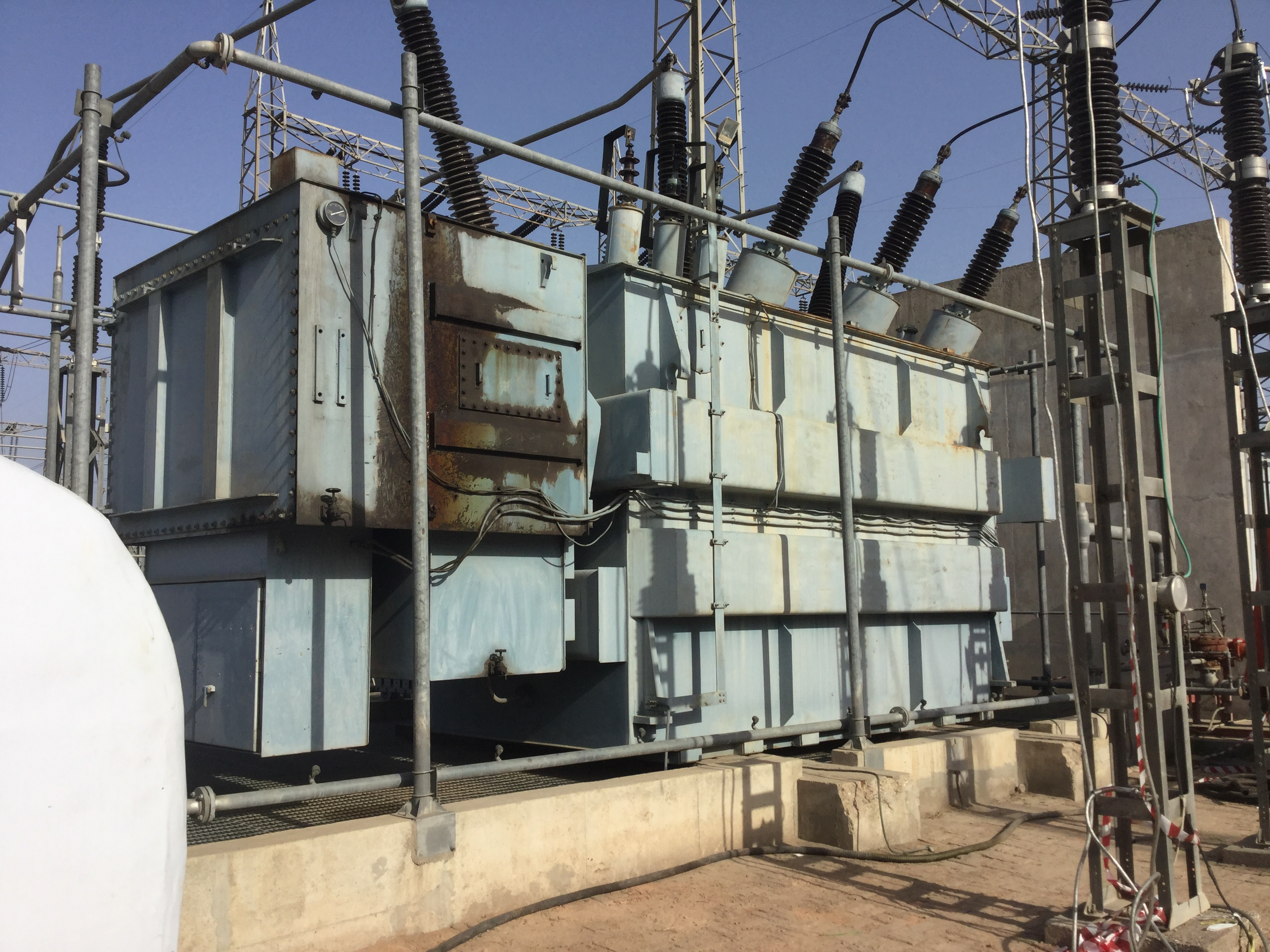
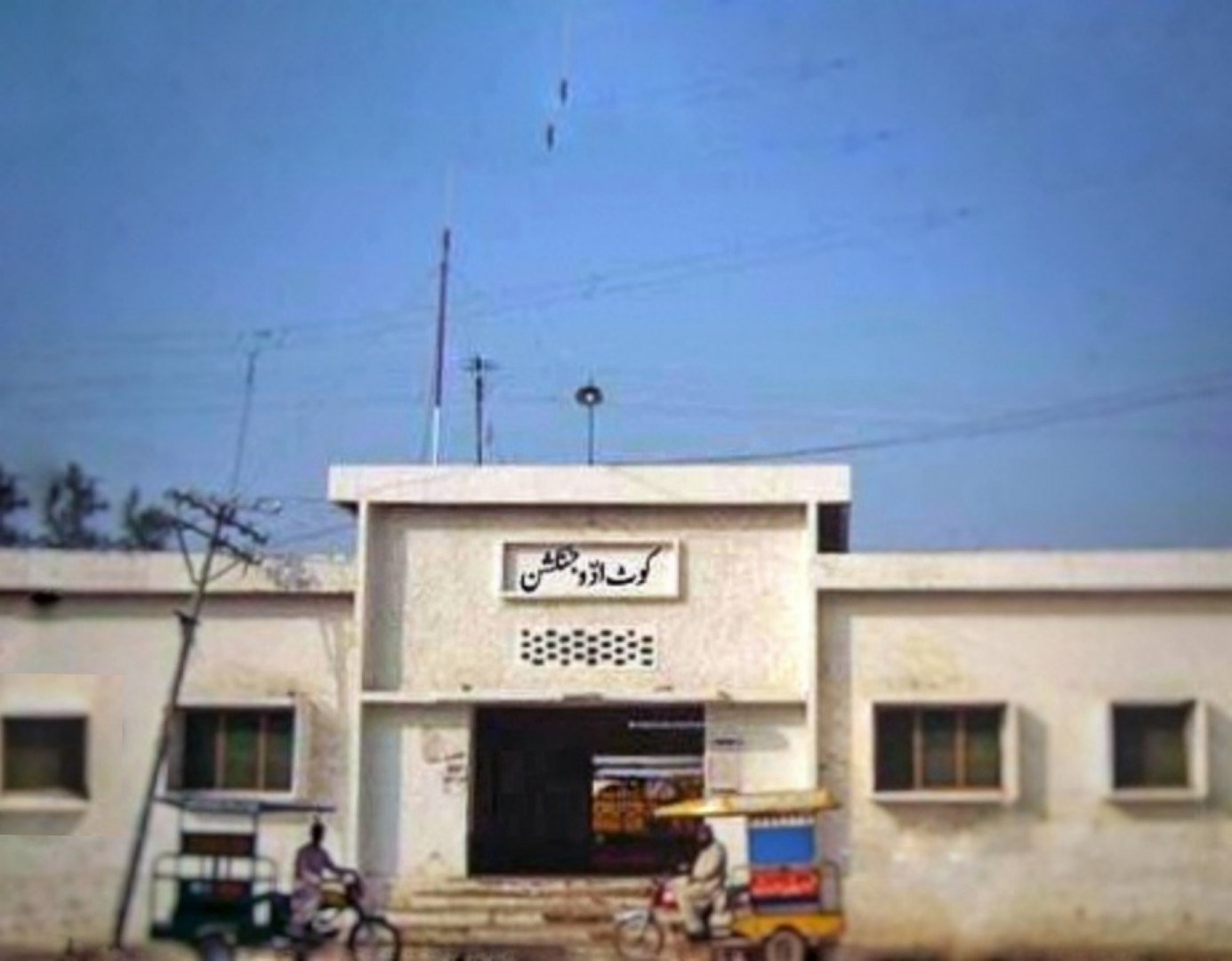
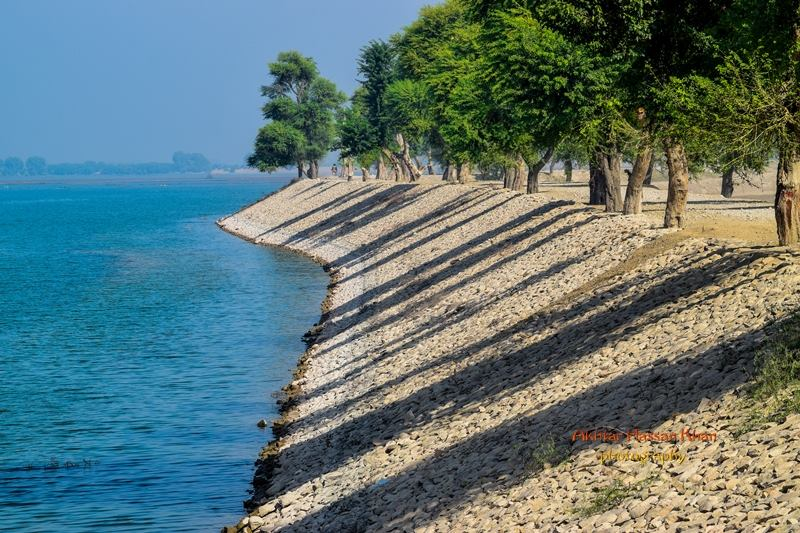

## Bevölkerungsentwicklung
| Zensusjahr | Einwohnerzahl |
| ---------- | ------------- |
| 1972       | 15.742        |
| 1981       | 37.026        |
| 1998       | 71.295        |
| 2017       | 115.536       |